# Hotel Rose
El Hotel Rose es un lugar histórico propiedad del estado de Illinois (Estados Unidos), ubicado en la localidad de Elizabethtown, en la rivera del río Ohio. Construido por James McFarland en 1812, su servicio inicial fue de taberna, transformándose al poco tiempo en servicio hostelero. Está considerada como una de las estructuras más antiguas de Illinois.
A la parte original datada en 1812, le continuó una ampliación en 1848 que constituyó en la construcción del ala este. En los años que siguieron a la guerra civil estadounidense, se añadieron un comedor trasero y un porche cubierto de dos pisos y una escalera. En 1882, se construyó un pabellón llamado "casa de verano" en el borde del acantilado frente al hotel.
En 1891, Sarah Rose Baker, una viuda que había trabajado en el hotel durante siete años, compró el hotel a la familia McFarlan. El hotel pasó a manos de su hija Charlotte Rose Gullet a la muerte de Sarah Rose en 1939 y permaneció en la familia Gullet hasta que el estado de Illinois compró la propiedad en 1988, aunque cesó su actividad como hotel en la década de 1960. Hasta ese momento, era el hotel de funcionamiento continuo más antiguo de Illinois. En el año 2000 se llevó a cabo un gran proyecto de restauración y el hotel volvió a abrir sus puertas.
En la actualidad, la Agencia de Preservación Histórica de Illinois alquila el hotel a un operador privado, Sandy Vineyard, que mantiene la estructura como alojamiento y desayuno. El exterior está restaurado a su aspecto de 1889.